# Capparis pachyphylla
Capparis pachyphylla là một loài thực vật có hoa trong họ Capparaceae. Loài này được M.Jacobs mô tả khoa học đầu tiên năm 1965.